# Alfred Stock
Alfred Stock (ur. 16 lipca 1876 w Gdańsku, zm. 12 sierpnia 1946 w Aken) – niemiecki chemik nieorganik.
Studiował chemię na Uniwerstecie w Berlinie uzyskując w 1899 r. doktorat. W 1904 r. habilitował się, w 1907 r. otrzymał od pruskiego ministra kultury zlecenie uruchomienie Instytutu Chemii Nieorganicznej powstającej wówczas TH Breslau (obecnie Politechnika Wrocławska). Kontynuował też swoją działalność w Berlinie. W 1909 r. został profesorem we Wrocławiu. Znany jesy głównie z pionierskich badań nad wodorkami, m.in. borowodorem oraz związkami krzemu. Jako pierwszy uzyskał metaliczny beryl w wyniku elektrolizy mieszaniny fluorków sodu i berylu. Wprowadził do użytku ważny dla chemii związków kompleksowych termin – ligand. W wyniku badań nad wrażliwością organizmu na związki rtęci od 1923 cierpiał na chroniczne zatrucie rtęcią. Udoskonalił techniki laboratoryjne stosowane podczas badań nad tym toksycznym pierwiastkiem, postulował też wyeliminowanie jego związków z materiałów stomatologicznych, co początkowo zignorowano.
W 1926 r. został członkiem Leopoldiny. W tym samym roku rozpoczął pracę w TH Karlsruhe, będąc tam rektorem w roku akademickim 1929/1930. Przeszedł na emeryturę w 1936 r. z powodów zdrowotnych. W 1943 r. przeniósł się do Cieplic Śląskich-Zdroju (wówczas Bad Warmbrunn), które z powodu wojny musiał opuścić pod koniec lutego 1945 r. i dotarł do Aken, gdzie zmarł po zakończeniu wojny.